# Aleksander Karadziordziewić (ur. 1945)
Aleksander Karadźordźewić, serb. Александар Карађорђевић / Aleksandar Karađorđević (ur. 17 lipca 1945 w Londynie) – serbski książę koronny, następca tronu Jugosławii (1945), następnie pretendent do tronu tego kraju.

## Życiorys
Aleksander jest jedynym dzieckiem ostatniego króla Jugosławii Piotra II z dynastii Karadźordźewić i jego małżonki Aleksandry Greckiej (1921–1993), córki króla Aleksandra I. Ze strony ojca pochodzi z Karadziordziewiciów, Hohenzollernów rumuńskich i Pietrowiciów-Niegoszowiciów, ze strony matki z Oldenburgów, Romanowów, Hohenzollernów pruskich, Welfów i Wettynów (Sachsen-Coburg-Gotha), przy tym również z kupców ateńskich, rodziny Manos.
Gdy się urodził, rodzice przebywali na wygnaniu w Londynie, gdzie dwór i rząd jugosłowiański wynajmowali sławny hotel Claridge. Na dzień jego narodzin rząd brytyjski ogłosił eksterytorialność hotelu, by mógł przyjść na świat na ziemi jugosłowiańskiej. Ochrzczono go w rytuale prawosławnym w opactwie Westminster, rodzicami chrzestnymi byli m.in. król brytyjski Jerzy VI i przyszła królowa Elżbieta II.
Wkrótce po jego narodzinach komunistyczny rząd Tita ogłosił Jugosławię republiką, zadekretował konfiskatę majątku rodziny królewskiej i pozbawił ją obywatelstwa. Rodzina królewska musiała pozostać na wygnaniu. Wychowaniem wnuka zajęła się babka Aspasia Manos (1896–1972), matka królowej Aleksandry. Królewicza wysłano na naukę do Le Rosey, szwajcarskiej szkoły z internatem. Potem kontynuował studia w USA, w wojskowej  Culver Academy w stanie Indiana i brytyjskich szkołach: Gordonstoun i Millfield.
W 1966 książę Aleksander wstąpił do Armii Brytyjskiej i służył tam do 1972, m.in. w RFN, na Bliskim Wschodzie i w Irlandii Północnej. W 1972 wziął abszyt w stopniu kapitana i poświęcił się działalności handlowej w sektorze bankowości.
Po upadku rządów Miloševicia w Jugosławii księciu Aleksandrowi II i jego rodzinie zezwolono na powrót i zwrócono dwa pałace w okolicach Belgradu, Pałac Królewski (Kraljevski Dvor) i Biały Pałac (Beli Dvor) w Dedinje, wybudowane z prywatnej szkatuły dziadka Aleksandra I w latach 20. i 30. XX wieku. Aleksander II Karadziordziewić jest popierany przez partię Vuka Draškovicia, która w dużej mierze składa się z monarchistów.
Odznaczony m.in. włoskim Orderem Annuncjaty.

## Rodzina
Książę Aleksander  II poślubił w 1972 księżną Marię da Gloria Orleańską-Bragança (ur. 1946), córkę Piotra Gastona Brazylijskiego, w 10 pokoleniu potomkinię  króla Stanisława Leszczyńskiego. Urodziło im się trzech synów – tak, że przyszłość najstarszej linii dynastii jest zapewniona (potomków męskich, pochodzących od stryja Aleksandra – Tomisława, jest trzech, pochodzących od drugiego stryja – Andrzeja, jest dwóch, pochodzących od dalszego krewnego – regenta Pawła, jest czterech):
- Piotr (ur. 1980)
- Filip (ur. 1982)
- Aleksander (ur. 1982)

W 1985 Aleksander rozwiódł się z żoną i poślubił Greczynkę Katarzynę Batis (ur. 1943). Małżeństwo jest bezdzietne.

## Genealogia
| Prapradziadkowie                       | ks. Serbii Aleksander (1806–1885) ∞1830 Persyda Nenandović (1813–1873)                                     | kr. Czarnogóry Mikołaj (1841–1921) ∞1860 Milena Vukotić (1847–1923)                                        | Leopold Hohenzollern-Sigmaringen (1835–1905) ∞1861 Antonina Maria Koburg-Bragantyńska (1845–1913)    | ks. Saksonii-Koburga-Gothy Alfred (1844–1900) ∞1874 Maria Aleksandrowna Romanowa (1853–1920)         | kr. Hellenów Jerzy I (1845–1913) ∞1867 Olga Konstantynowna Romanowa (1851–1926) | ces. Niemiec Fryderyk III (1831–1888) ∞1858 Wiktoria Koburg (1840–1901)    | Thrasiboulos Manos (?–?) ∞? Roxani Mavromichalis (?–?)               | Pericles Argyropoulou (?–?) ∞? ? (?–?)                               |
| Pradziadkowie                          | kr. Serbów, Chorwatów i Słoweńców Piotr I Wyzwoliciel (1844–1921) ∞1883 Zorka Petrowić-Niegosz (1864–1890) | kr. Serbów, Chorwatów i Słoweńców Piotr I Wyzwoliciel (1844–1921) ∞1883 Zorka Petrowić-Niegosz (1864–1890) | kr. Rumunii Ferdynand Jednoczyciel (1865–1927) ∞1893 Maria Koburg (1875–1938)                        | kr. Rumunii Ferdynand Jednoczyciel (1865–1927) ∞1893 Maria Koburg (1875–1938)                        | kr. Hellenów Konstantyn I (1868–1923) ∞1889 Zofia Hohenzollern (1870–1932)      | kr. Hellenów Konstantyn I (1868–1923) ∞1889 Zofia Hohenzollern (1870–1932) | Petros Manos(1871–1918) ∞ok. 1895 Maria Argyropoulou (1874–1930)     | Petros Manos(1871–1918) ∞ok. 1895 Maria Argyropoulou (1874–1930)     |
| Dziadkowie                             | kr. Jugosławii, Aleksander Jednoczyciel (1888–1934) ∞1922 Maria Hohenzollern-Sigmaringen (1900–1961)       | kr. Jugosławii, Aleksander Jednoczyciel (1888–1934) ∞1922 Maria Hohenzollern-Sigmaringen (1900–1961)       | kr. Jugosławii, Aleksander Jednoczyciel (1888–1934) ∞1922 Maria Hohenzollern-Sigmaringen (1900–1961) | kr. Jugosławii, Aleksander Jednoczyciel (1888–1934) ∞1922 Maria Hohenzollern-Sigmaringen (1900–1961) | kr. Hellenów, Aleksander (1893–1920) ∞1919 Aspazja Manos (1896–1972)            | kr. Hellenów, Aleksander (1893–1920) ∞1919 Aspazja Manos (1896–1972)       | kr. Hellenów, Aleksander (1893–1920) ∞1919 Aspazja Manos (1896–1972) | kr. Hellenów, Aleksander (1893–1920) ∞1919 Aspazja Manos (1896–1972) |
| Rodzice                                | Piotr II (1923–1970) ∞1944 Aleksandra Glücksburg (1921–1993)                                               | Piotr II (1923–1970) ∞1944 Aleksandra Glücksburg (1921–1993)                                               | Piotr II (1923–1970) ∞1944 Aleksandra Glücksburg (1921–1993)                                         | Piotr II (1923–1970) ∞1944 Aleksandra Glücksburg (1921–1993)                                         | Piotr II (1923–1970) ∞1944 Aleksandra Glücksburg (1921–1993)                    | Piotr II (1923–1970) ∞1944 Aleksandra Glücksburg (1921–1993)               | Piotr II (1923–1970) ∞1944 Aleksandra Glücksburg (1921–1993)         | Piotr II (1923–1970) ∞1944 Aleksandra Glücksburg (1921–1993)         |
| Aleksander Karadziordziewić (ur. 1945) | | | | |                                                                                 |                                                                            |                                                                      |                                                                      |